# Велоцираптори
Велоцирапторите (Velociraptor) са род малки пернати динозаври от семейство Dromaeosauridae, които са ловували на групи. Фосили от тях са открити в пустинята Гоби. Живели са преди 83,5 до 70,6 млн. години. Те били дълги 1,80 m, а височината им достигала 60 cm.

## Описание
Тежали са близо 20 kg. Имали са 80 остри като бръснач зъби. При бягане развивали скорост от над 50 km/h. Тичали, стъпвайки на стъпало и на 3-тия и 4-тия пръст. Сърповидният нокът на всеки заден крак е играел ролята на ефикасно оръжие за убиване. Били са едни от най-интелигентните динозаври. Те били доста съобразителни, с добро зрение и бягали бързо. Това ги правело много опасни ловци. Имало два вида велоцираптор. По-известният от двата е V.mongoliensis. Той е бил дълъг около 1.80 метра и е тежал около 15 килограма. Бил е интелигентен ловец нападащ дребни животни като бозайници и дребни гущери, но понякога също и изтощени и стари протоцератопси които не са могли да се отбраняват достатъчно бързо. Той ги е нападал като ги хапел и се отдръпвал докато умрат от раните си. Понякога са живеели в глутници за да повалят и по големи животни като галимимуси които са били дълги около 5 метра. Другият вид V.osmolskae е бил по-масивен, устроен за активно ловуване.Те били най-умните динозаври тогава.

## Откриване
Велоцирапторът е открит през 1924 година в Монголия от ловци на динозаври от Американския природо-научен музей Ню Йорк. През 1972 година в Монголия е направено изненадващо откритие: фосил на велоцираптор вкопчен в битка с Протоцератопс. Двата индивида са били вплетени заедно до смъртта си, вероятно загинали от пясъчна буря или от срутваща се дюна.